# Zvolenská Slatina
Zvolenská Slatina (hongrois : Vaségető) est un village de Slovaquie situé dans la région de Banská Bystrica.

## Histoire
La première mention écrite du village date de 1424.

## Démographie

### Évolution de la population
| Année:               | 1994. | 2004.   | 2014.   | 2024.   |
| -------------------- | ----- | ------- | ------- | ------- |
| Nombre de personnes: | 2548  | 2671    | 2830    | 2795    |
| Différence:          |       | +4,82 % | +5,95 % | -1,23 % |

| Année:               | 2023. | 2024.   |
| -------------------- | ----- | ------- |
| Nombre de personnes: | 2760  | 2795    |
| Différence:          |       | +1,26 % |